# 레비츠키 가보르

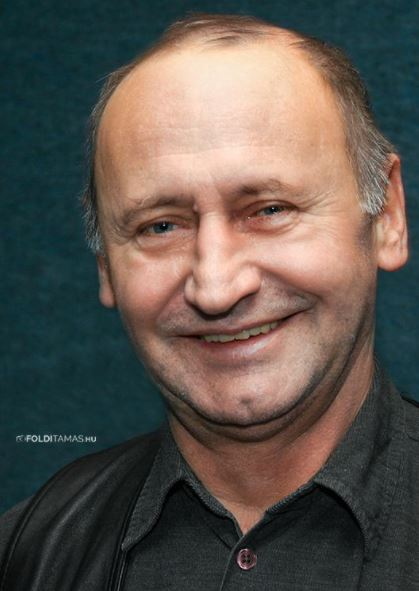

레비츠키 가보르(헝가리어: Reviczky Gábor, 1949년 3월 28일 ~ )는 헝가리의 배우이다. 터터바녀에서 태어났다.

## 영화
- 리자의 달콤, 살벌한 연애  (2015년)
- 글래스 타이거 3 (2010년)
- 폭스 테일 (2008년)
- 로라 (2007년)
- 글래스 타이거 2 (2006년)
- 펄라스카 (2002년)
- 글래스 타이거 (2001년)
- 보이체크 (1994년)
- 태아 (1993년)
- 재미삼아 (1989년)
- 악몽의 세월 (1989년)
- 요란한 기침소리 (1987년)
- 잃어버린 아버지 (1987년)
- 미스 아리조나 (1987년)
- 또 다른 길 (1982년)